# August Karl von Goeben
August Karl Friedrich Christian von Goeben (10. prosince 1816 – 13. listopadu 1880) byl pruský generál pěchoty. Za svou činnost v prusko-francouzské válce 1870–1871 získal Železný kříž. Na jeho počest byl pojmenován německý bitevní křižník SMS Goeben.